# Jan Tomaszewski (ur. 1 czerwca 1894)
Jan Tomaszewski ps. „Antoni Koliński” (ur. 1 czerwca 1894 w Sosnowcu) – porucznik piechoty Wojska Polskiego, kawaler Orderu Virtuti Militari.

## Życiorys
Urodził się 1 czerwca 1894 w Sosnowcu, w rodzinie Antoniego i Józefy z Rabsztynów. Z zawodu był buchalterem. W czasie I wojny światowej walczył w szeregach 2 pułku piechoty Legionów Polskich. 21 sierpnia 1919 jako podoficer byłych Legionów Polskich został mianowany z dniem 1 sierpnia 1919 podporucznikiem w 17 pułku piechoty. W szeregach tego oddziału walczył na wojnie z bolszewikami. Wyróżnił się męstwem we wrześniu 1920 pod Stronibabami. Po zakończeniu wojny został zdemobilizowany. 8 stycznia 1924 został zatwierdzony w stopniu porucznika ze starszeństwem z 1 czerwca 1919 i 3307. lokatą w korpusie oficerów rezerwy piechoty. Posiadał przydział w rezerwie do 17 pp w Rzeszowie. W 1934 pozostawał w ewidencji Powiatowej Komendy Uzupełnień Katowice. Posiadał przydział w rezerwie do 3 Pułku Strzelców Podhalańskich w Bielsku. W 1938 mieszkał w Warszawie przy ul. Dąbrowieckiej 25 m. 3.

## Ordery i odznaczenia
- Krzyż Srebrny Orderu Wojskowego Virtuti Militari – 22 lutego 1921[12]
- Medal Niepodległości – 17 marca 1938 „za pracę w dziele odzyskania niepodległości”[13]